# 小人物拯救世界
《小人物拯救世界》是2022年角色扮演迷宫探索游戏，由加拿大工作室Drinkbox Studios开发并发行，对应Microsoft Windows、Xbox One和Xbox Series X/S平台。玩家在游戏中扮演名为「Nobody」的角色，化身蛞蝓、鬼、龙等15种形态，组合不同的技能挑战地下城并拯救世界。游戏支持简体中文。据Metacritic统计，游戏获得「总体好评」。